# Eleições autárquicas portuguesas de 2001 no distrito de Bragança
| Eleições autárquicas portuguesas de 2001 Distritos: Aveiro \| Beja \| Braga \| Bragança \| Castelo Branco \| Coimbra \| Évora \| Faro \| Guarda \| Leiria \| Lisboa \| Portalegre \| Porto \| Santarém \| Setúbal \| Viana do Castelo \| Vila Real \| Viseu \| Açores \| Madeira |

## Resultados por concelho
Os resultados nos concelhos do Distrito de Bragança foram os seguintes:

### Alfândega da Fé
| Partido                 | Partido                        | Votos | %               | +/-  | Vereadores | +/-     |
| ----------------------- | ------------------------------ | ----- | --------------- | ---- | ---------- | ------- |
|                         | PSD-CDS                        | 2 334 | 50,16 / 100,00  | -    | 3 / 5      | -       |
|                         | Partido Socialista             | 2 077 | 44,64 / 100,00  | 5,23 | 2 / 5      | 1       |
|                         | Coligação Democrática Unitária | 75    | 1,61 / 100,00   | 0,42 | 0 / 5      | Estável |
| Votos Inválidos         | Votos Inválidos                | 167   | 3,60 / 100,00   | 0,22 |            |         |
| Total                   | Total                          | 4 653 | 100,00 / 100,00 |      | 5 / 5      |         |
| Eleitorado/Participação | Eleitorado/Participação        | 6 121 | 76,02 / 100,00  | 1,91 |            |         |

### Bragança
| Partido                 | Partido                        | Votos  | %               | +/-   | Vereadores | +/-     |
| ----------------------- | ------------------------------ | ------ | --------------- | ----- | ---------- | ------- |
|                         | Partido Social Democrata       | 12 966 | 61,85 / 100,00  | 12,84 | 5 / 7      | 1       |
|                         | Partido Socialista             | 6 056  | 28,89 / 100,00  | 13,17 | 2 / 7      | 1       |
|                         | Coligação Democrática Unitária | 620    | 2,96 / 100,00   | 0,40  | 0 / 7      | Estável |
|                         | Partido Popular                | 513    | 2,45 / 100,00   | 0,53  | 0 / 7      | Estável |
| Votos Inválidos         | Votos Inválidos                | 809    | 3,86 / 100,00   | 0,47  |            |         |
| Total                   | Total                          | 20 964 | 100,00 / 100,00 |       | 7 / 7      |         |
| Eleitorado/Participação | Eleitorado/Participação        | 33 496 | 62,59 / 100,00  | 1,66  |            |         |

### Carrazeda de Ansiães
| Partido                 | Partido                        | Votos | %               | +/-  | Vereadores | +/-     |
| ----------------------- | ------------------------------ | ----- | --------------- | ---- | ---------- | ------- |
|                         | Partido Social Democrata       | 3 224 | 58,61 / 100,00  | 4,16 | 3 / 5      | Estável |
|                         | Partido Socialista             | 1 919 | 34,88 / 100,00  | 4,70 | 2 / 5      | Estável |
|                         | Coligação Democrática Unitária | 132   | 2,40 / 100,00   | 0,45 | 0 / 5      | Estável |
| Votos Inválidos         | Votos Inválidos                | 226   | 4,11 / 100,00   | 0,10 |            |         |
| Total                   | Total                          | 5 501 | 100,00 / 100,00 |      | 5 / 5      |         |
| Eleitorado/Participação | Eleitorado/Participação        | 8 036 | 68,45 / 100,00  | 0,69 |            |         |

### Freixo de Espada à Cinta
| Partido                 | Partido                        | Votos | %               | +/-  | Vereadores | +/-     |
| ----------------------- | ------------------------------ | ----- | --------------- | ---- | ---------- | ------- |
|                         | Partido Social Democrata       | 1 845 | 54,60 / 100,00  | 3,87 | 3 / 5      | Estável |
|                         | Partido Socialista             | 1 444 | 42,73 / 100,00  | 1,33 | 2 / 5      | Estável |
|                         | Coligação Democrática Unitária | 12    | 0,36 / 100,00   | 0,48 | 0 / 5      | Estável |
| Votos Inválidos         | Votos Inválidos                | 78    | 2,31 / 100,00   | 2,06 |            |         |
| Total                   | Total                          | 3 379 | 100,00 / 100,00 |      | 5 / 5      |         |
| Eleitorado/Participação | Eleitorado/Participação        | 4 179 | 80,86 / 100,00  | 5,90 |            |         |

### Macedo de Cavaleiros
| Partido                 | Partido                        | Votos  | %               | +/-  | Vereadores | +/-     |
| ----------------------- | ------------------------------ | ------ | --------------- | ---- | ---------- | ------- |
|                         | PSD-CDS                        | 6 092  | 50,51 / 100,00  | -    | 4 / 7      | -       |
|                         | Partido Socialista             | 5 333  | 44,22 / 100,00  | 7,81 | 3 / 7      | 1       |
|                         | Coligação Democrática Unitária | 134    | 1,11 / 100,00   | 0,22 | 0 / 7      | Estável |
| Votos Inválidos         | Votos Inválidos                | 502    | 4,16 / 100,00   | 0,14 |            |         |
| Total                   | Total                          | 12 061 | 100,00 / 100,00 |      | 7 / 7      |         |
| Eleitorado/Participação | Eleitorado/Participação        | 18 169 | 66,38 / 100,00  | 0,55 |            |         |

### Miranda do Douro
| Partido                 | Partido                        | Votos | %               | +/-  | Vereadores | +/-     |
| ----------------------- | ------------------------------ | ----- | --------------- | ---- | ---------- | ------- |
|                         | Partido Social Democrata       | 3 365 | 56,59 / 100,00  | 6,82 | 3 / 5      | Estável |
|                         | Partido Socialista             | 2 136 | 35,92 / 100,00  | 9,27 | 2 / 5      | Estável |
|                         | Partido Popular                | 179   | 3,01 / 100,00   | -    | 0 / 5      | -       |
|                         | Coligação Democrática Unitária | 43    | 0,72 / 100,00   | 0,09 | 0 / 5      | Estável |
| Votos Inválidos         | Votos Inválidos                | 223   | 3,75 / 100,00   | 0,48 |            |         |
| Total                   | Total                          | 5 946 | 100,00 / 100,00 |      | 5 / 5      |         |
| Eleitorado/Participação | Eleitorado/Participação        | 8 306 | 71,59 / 100,00  | 3,50 |            |         |

### Mirandela
| Partido                 | Partido                        | Votos  | %               | +/-   | Vereadores | +/-     |
| ----------------------- | ------------------------------ | ------ | --------------- | ----- | ---------- | ------- |
|                         | Partido Social Democrata       | 6 619  | 41,27 / 100,00  | 4,00  | 3 / 7      | 1       |
|                         | Partido Popular                | 6 255  | 39,00 / 100,00  | 13,20 | 3 / 7      | 1       |
|                         | Partido Socialista             | 2 190  | 13,66 / 100,00  | 7,91  | 1 / 7      | Estável |
|                         | Coligação Democrática Unitária | 352    | 2,19 / 100,00   | 0,23  | 0 / 7      | Estável |
| Votos Inválidos         | Votos Inválidos                | 622    | 3,88 / 100,00   | 0,62  |            |         |
| Total                   | Total                          | 16 038 | 100,00 / 100,00 |       | 7 / 7      |         |
| Eleitorado/Participação | Eleitorado/Participação        | 24 229 | 66,19 / 100,00  | 1,62  |            |         |

### Mogadouro
| Partido                 | Partido                        | Votos  | %               | +/-  | Vereadores | +/-     |
| ----------------------- | ------------------------------ | ------ | --------------- | ---- | ---------- | ------- |
|                         | Partido Social Democrata       | 4 123  | 50,14 / 100,00  | 4,98 | 4 / 7      | 1       |
|                         | Partido Socialista             | 3 647  | 44,35 / 100,00  | 5,62 | 3 / 7      | 1       |
|                         | Coligação Democrática Unitária | 136    | 1,65 / 100,00   | 0,22 | 0 / 7      | Estável |
| Votos Inválidos         | Votos Inválidos                | 317    | 3,85 / 100,00   | 0,41 |            |         |
| Total                   | Total                          | 8 223  | 100,00 / 100,00 |      | 7 / 7      |         |
| Eleitorado/Participação | Eleitorado/Participação        | 11 835 | 69,48 / 100,00  | 0,19 |            |         |

### Torre de Moncorvo
| Partido                 | Partido                        | Votos  | %               | +/-  | Vereadores | +/-     |
| ----------------------- | ------------------------------ | ------ | --------------- | ---- | ---------- | ------- |
|                         | Partido Socialista             | 3 240  | 47,84 / 100,00  | 3,44 | 4 / 7      | Estável |
|                         | Partido Social Democrata       | 3 074  | 45,39 / 100,00  | 8,43 | 3 / 7      | Estável |
|                         | Coligação Democrática Unitária | 176    | 2,60 / 100,00   | 1,20 | 0 / 7      | Estável |
| Votos Inválidos         | Votos Inválidos                | 282    | 4,17 / 100,00   | 0,06 |            |         |
| Total                   | Total                          | 6 772  | 100,00 / 100,00 |      | 7 / 7      |         |
| Eleitorado/Participação | Eleitorado/Participação        | 10 268 | 65,95 / 100,00  | 0,26 |            |         |

### Vila Flor
| Partido                 | Partido                        | Votos | %               | +/-  | Vereadores | +/-     |
| ----------------------- | ------------------------------ | ----- | --------------- | ---- | ---------- | ------- |
|                         | Partido Socialista             | 3 275 | 56,72 / 100,00  | 2,45 | 3 / 5      | Estável |
|                         | PSD-CDS                        | 2 111 | 36,56 / 100,00  | -    | 2 / 5      | -       |
|                         | Coligação Democrática Unitária | 109   | 1,89 / 100,00   | 0,02 | 0 / 5      | Estável |
| Votos Inválidos         | Votos Inválidos                | 279   | 4,83 / 100,00   | 0,86 |            |         |
| Total                   | Total                          | 5 774 | 100,00 / 100,00 |      | 5 / 5      |         |
| Eleitorado/Participação | Eleitorado/Participação        | 7 956 | 72,57 / 100,00  | 0,80 |            |         |

### Vimioso
| Partido                 | Partido                        | Votos | %               | +/-  | Vereadores | +/-     |
| ----------------------- | ------------------------------ | ----- | --------------- | ---- | ---------- | ------- |
|                         | Partido Social Democrata       | 2 277 | 49,08 / 100,00  | 9,23 | 3 / 5      | 1       |
|                         | Partido Socialista             | 2 107 | 45,42 / 100,00  | 9,97 | 2 / 5      | 1       |
|                         | Partido Popular                | 51    | 1,10 / 100,00   | 0,75 | 0 / 5      | Estável |
|                         | Coligação Democrática Unitária | 22    | 0,47 / 100,00   | 0,19 | 0 / 5      | Estável |
| Votos Inválidos         | Votos Inválidos                | 182   | 3,92 / 100,00   | 0,17 |            |         |
| Total                   | Total                          | 4 639 | 100,00 / 100,00 |      | 5 / 5      |         |
| Eleitorado/Participação | Eleitorado/Participação        | 6 590 | 70,39 / 100,00  | 1,44 |            |         |

### Vinhais
| Partido                 | Partido                        | Votos  | %               | +/-  | Vereadores | +/-     |
| ----------------------- | ------------------------------ | ------ | --------------- | ---- | ---------- | ------- |
|                         | Partido Socialista             | 5 153  | 60,65 / 100,00  | 5,10 | 5 / 7      | Estável |
|                         | Partido Social Democrata       | 2 671  | 31,44 / 100,00  | 2,28 | 2 / 7      | Estável |
|                         | Partido Popular                | 168    | 1,98 / 100,00   | -    | 0 / 7      | -       |
|                         | Coligação Democrática Unitária | 162    | 1,91 / 100,00   | 0,51 | 0 / 7      | Estável |
| Votos Inválidos         | Votos Inválidos                | 342    | 4,03 / 100,00   | 0,33 |            |         |
| Total                   | Total                          | 8 496  | 100,00 / 100,00 |      | 7 / 7      |         |
| Eleitorado/Participação | Eleitorado/Participação        | 12 455 | 68,21 / 100,00  | 1,65 |            |         |